# Campana Coreana de la Amistad

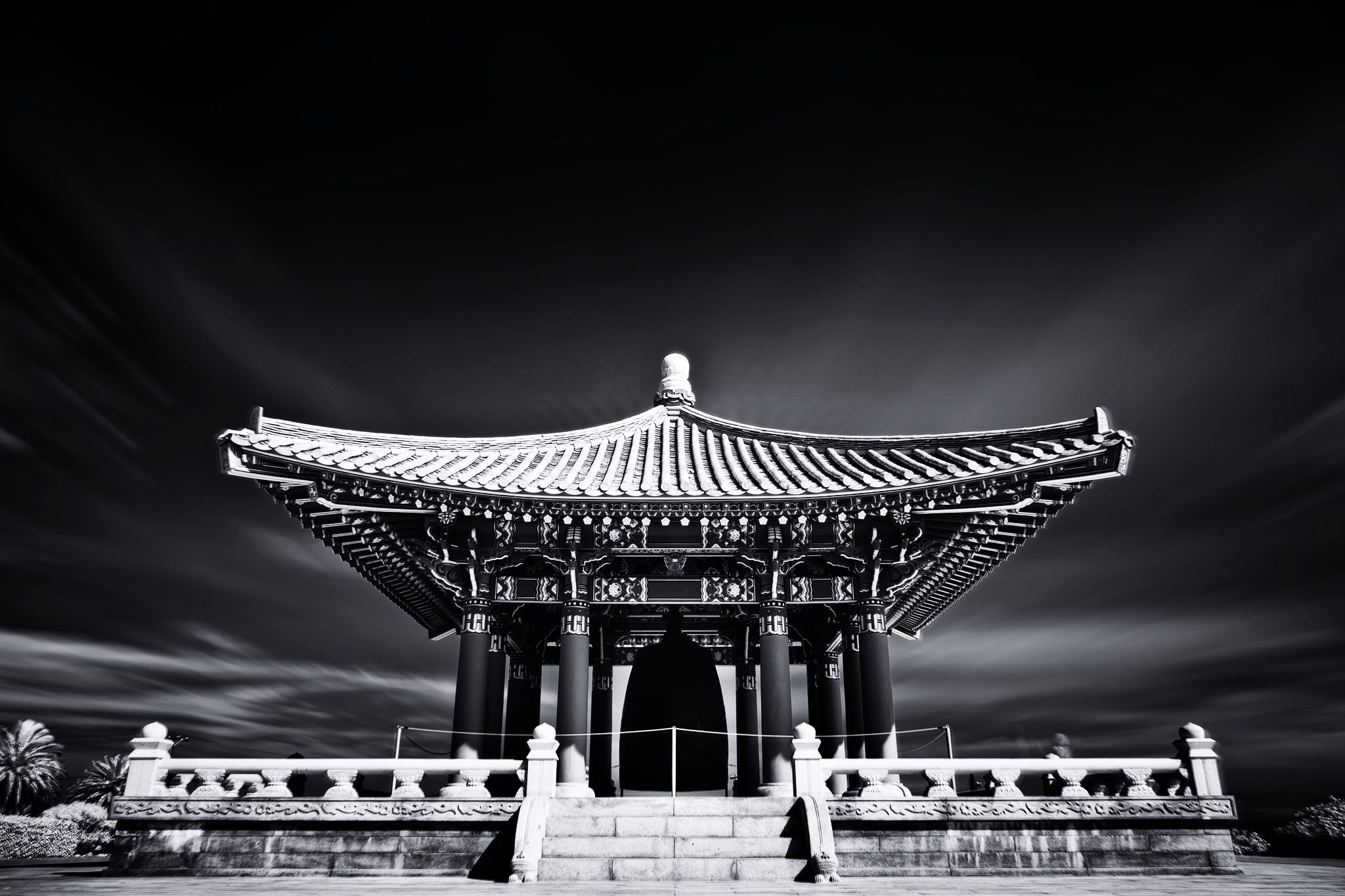
Campana Coreana de la Amistad.

La Campana Coreana de la Amistad (en Hangul 우정의 종; en Hanja - 友情의 鐘) es una gran campana alojada en un pabellón de piedra en Gate Park, en el barrio de San Pedro, en Los Ángeles, California, Estados Unidos.

## Galería

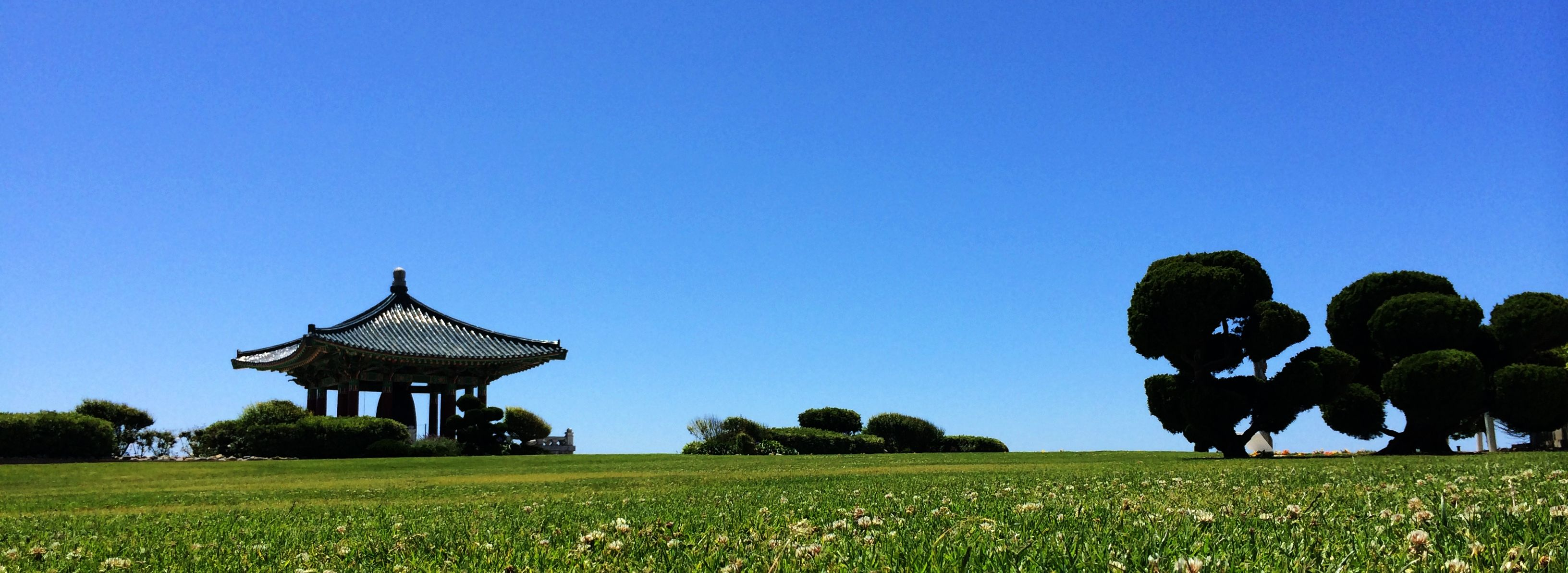
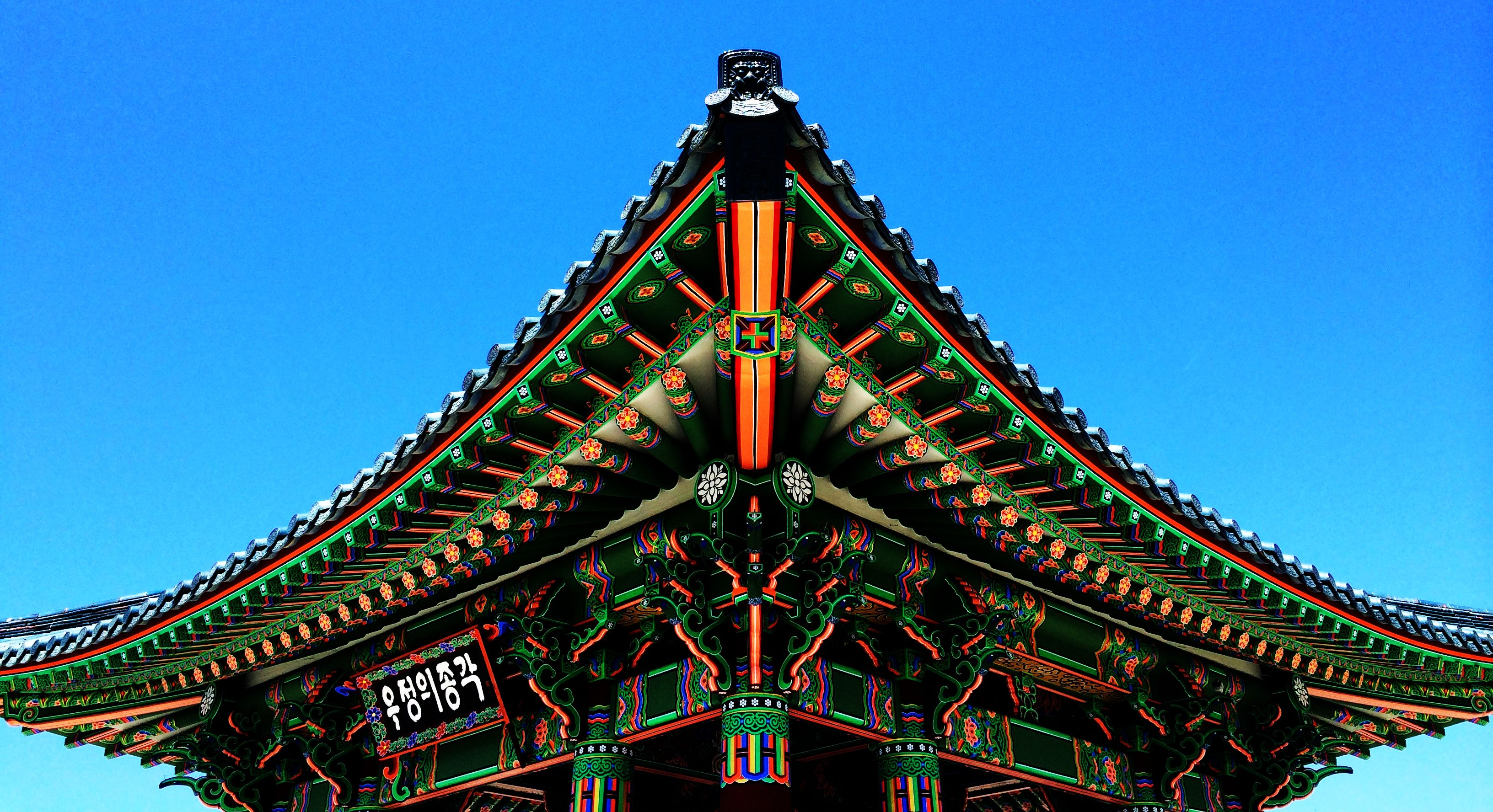
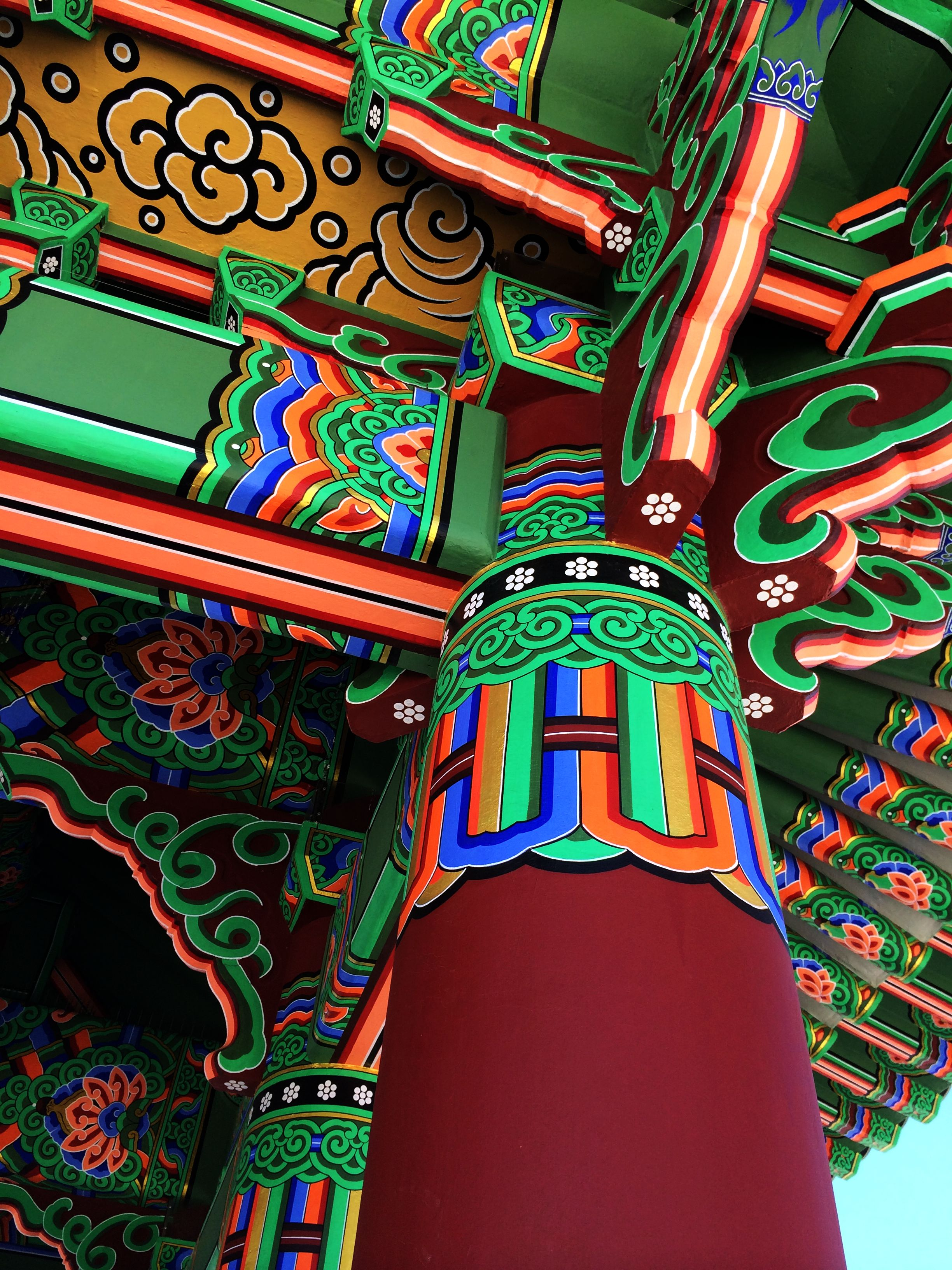

## Características
La campana tiene 3.6 metros de altura y una circunferencia de 7.25 metros y pesa 17 toneladas. Posee el estilo tradicional de Corea, ya que no se curva hacia afuera, sino que sigue en línea recta hacia abajo para mantener los sonidos que resuenan en su interior.
La campana fue un regalo para el bicentenario de Estados Unidos entregado por Corea del Sur en 1976. Gran parte del esfuerzo fue coordinado por Philip Ahn. La campana está decorada con taegeuks, cuatro pares de diosas coreanas (llamadas Seonnyeos), Hibiscus syriacus (la flor nacional de Corea), ramas de laurel y palomas. El estilo de los patrones de colores a lo largo del pabellón de la campana se llama dancheong.  
La campana fue modelada a partir de la Campana del Rey Seongdeok, que fue construida en el 771 a. C., durante la Silla Unificada. Durante este tiempo, se creía en Corea que las campanas eran artefactos maravillosos capaces de restablecer la paz, la tranquilidad y favorecer la curación. El pabellón en el que se encuentra la campana fue construido durante un período de diez meses y es de estilo tradicional coreano. Las doce columnas del pabellón representan los signos zodiacales coreanos.
La Campana Coreana de la Amistad y la Campana del Rey Seongdeok son dos de las campanas más grandes del mundo.